# Gimme Some Water
"Gimme Some Water" é uma canção do cantor e compositor americano Eddie Money lançada em seu álbum Life for the Taking, de 1978. A canção nunca fora lançada como um single, mas recebeu significantes tempo de execução nas estações de rádio destinadas ao rock clássico.[carece de fontes?]